# Ager publicus
Az ager publicus a Római Köztársaság és a Római Birodalom köztulajdonban levő földjeinek neve. Általában a Róma ellenségeitől való kisajátítással gyarapodott, és a közép-itáliai római hódítás legkorábbi időszakában a római és – i. e. 338 után – a latin kolóniákra alkalmazták. 
A későbbi hagyomány szerint az i. e. 400-as években a patriciusok és a plebeiusok vitatták a gazdagok jogát a föld hasznából való részesedésre, és i. e. 367-ben két néptribunus, Gaius Licinius Stolo és Lucius Sextius Sextinus Lateranus életbe léptettek egy törvényt, ami 500 iugera-ban (kb. 350 hold) limitálta az ager publicus-ból egy-egy személy által birtokolható földet. A telamoni csata (kb. i. e. 225) utáni fél évszázadban a rómaiak teljesen elfoglalták Gallia Cisalpina-t, hatalmas darabokat hozzáadva az ager publicus-hoz, amit leginkább az új latin kolóniáknak és a kisbirtokosoknak adtak.
Itália déli részén az újonnan bejegyzett földek nagy területei maradtak az ager publicusban, amiket gazdagok vettek bérbe, figyelmen kívül hagyva az i. e. 367-es törvényt. Tiberius Sempronius Gracchus i. e. 133-ban célba vette ezeket a törvénysértéseket, ami a föld nem kis részének újraelosztásához vezetett, míg öccsének, Gaius Sempronius Gracchusnak hasonló i. e. 123-as mozgalma kudarcot vallott, mivel a következő évben meghalt.
i. e. 111-ben új törvényt hoztak, ami lehetővé tette a kisbirtokosoknak, hogy az ager publicus-ba tartozó földjeik felett tulajdonjogot szerezzenek. Mire elérkezett a császárkor, az itáliai ager publicus nagy részét már szétosztották olyan tábornokok veteránjainak, mint Lucius Cornelius Sulla, Caius Iulius Caesar és Cnaeus Pompeius Magnus, ami maradt, az egyes városok földje, illetve közlegelő volt. A provinciákban az ager publicus hatalmas volt, és a császár tulajdonába került, bár a valójában szinte az egész privát használatban volt.

## Fordítás
- Ez a szócikk részben vagy egészben  az   Ager publicus című angol Wikipédia-szócikk fordításán alapul.  Az eredeti cikk szerkesztőit annak laptörténete sorolja fel. Ez a jelzés csupán a megfogalmazás eredetét és a szerzői jogokat jelzi, nem szolgál a cikkben szereplő információk forrásmegjelöléseként.